# SEAT Fura
SEAT Fura – samochód osobowy segmentu B produkowany przez hiszpański koncern SEAT od 1981 do 1986 roku. Bazował na Fiacie 127, który był produkowany przez SEATa na licencji od 1972 roku. Gdy licencja wygasła, SEAT był zmuszony stworzyć nowy samochód z własną nazwą, który został zaprezentowany pod koniec 1981 roku. Fura był dostępny jako 3- i 5-drzwiowy hatchback, innych wersji nadwoziowych Fiata 127 nie kontynuowano. Nie był również nigdy wykorzystany silnik z Fiata 127 o pojemności 1010 cm³, jednakże została zaadaptowana 5-biegowa manualna skrzynia biegów.

## Fura Dos
W 1983 roku przeprowadzono modernizację i zaprezentowano model Fura Dos. Zmiany były kosmetyczne, zmniejszono reflektory i kierunkowskazy. Gdy w 1984 roku zaprezentowano SEATa Ibizę, Fura stał się modelem zbędnym w gamie hiszpańskiego producenta. Przez krótki czas oba modele konkurowały ze sobą, a w 1986 zaprzestano produkcji Furo.

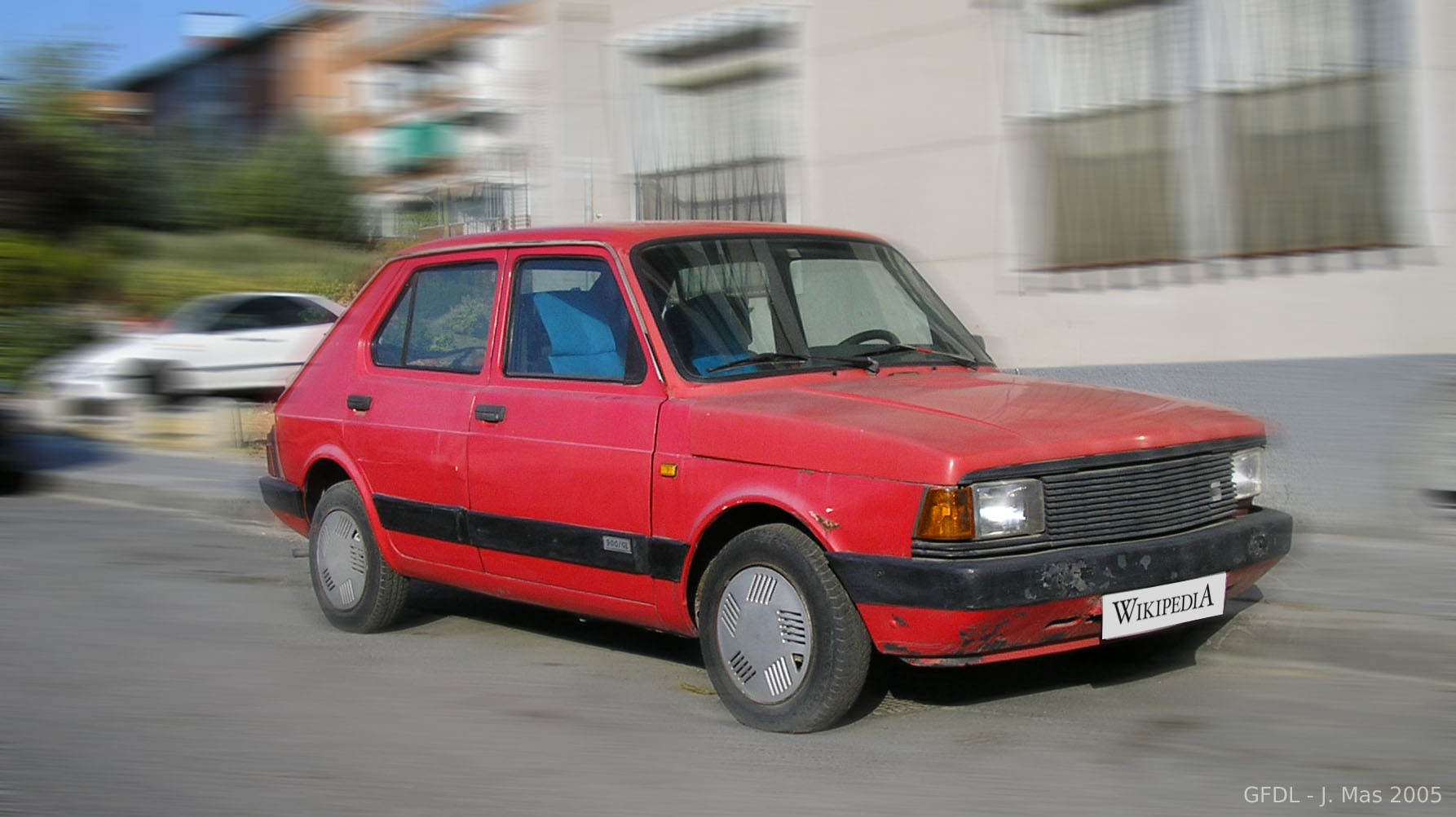
Seat Fura Dos

## Fura Crono
Na początku 1982 roku zaprezentowano sportową odmianę Fura Crono. Auto różniło się dodatkowymi spoilerami z przodu i z tyłu pojazdu, lampami przeciwmgłowymi i unikalnymi felgami aluminiowymi o średnicy 13". Samochód napędzał czterocylindrowy silnik o pojemności 1438 cm³ i mocy 75 KM, pochodzący z Fiata 124. Rozpędzał auto do 100 km/h w 10,8 s, a prędkość maksymalna wynosiła 160 km/h.

Fura Crono był wykorzystywany w rajdach Copa Fura w latach 1983-1985. Samochody były przygotowane przez włoską firmę Abarth. Silniki miały 90 KM.